# Sunz of Man
Sunz of Man założona w 1994 roku grupa hip-hopowa. Jest jednym z oddziałów Wu-Tang Clan, a jej członkowie są członkami The Nation of Gods and Earths.

## Dyskografia
Opracowano na podstawie źródła.
- The Last Shall Be First (1998)
- The First Testament (1999)
- Saviorz Day (2002)
- The Rebirth (2006)